# Norman Randy Smith
Norman Randy Smith é um juiz federal norte-americano no United States Court of Appeals for the Ninth Circuit.